# This Time (Natalia)
This Time è il primo album in studio dell acantante belga Natalia, pubblicato il 3 novembre 2003 dall'etichetta discografica BMG.

## Descrizione
Dal disco sono stati estratti i singoli Without You, I've Only Begun to Fight, che ha raggiunto la vetta della classifica belga, Higher Than the Sun e I Want You Back.
Contiene anche diverse cover di brani già noti, come quella di Never Knew Love like This Before di Stephanie Mills. È stato prodotto da Steve Willaert.

## Tracce
CD
1. Beautiful Now – 3:38 (Eve Nelson, Jeff Franzel, Maria Christensen)
2. I've Only Begun to Fight – 3:31 (Jan Leyers, Michael Garvin)
3. Do You Wanna Funk – 3:05 (Patrick Cowley, Sylvester)
4. Never Knew Love – 4:18 (Reggie Lucas, James Mtume)
5. This Time – 3:34 (Evert Varhees, Patricia Maessen)
6. For Once in My Life – 4:43 (Stevie Wonder)
7. I Want You Back – 4:06 (Jan Leyers, Marvin Gaye)
8. Never Never – 3:23 (Evert Verhees, Vivica Turrentine)
9. Over Coloured Sky – 2:31 (Milton DeLugg, William Stein)
10. We're All Alone – 3:59 (Boz Scaggs)
11. Too Late – 3:15 (Rick Nowels, Gregg Alexander, Kara DioGuardi)
12. The Rose – 3:33 (Amanda McBroom)
13. Without You – 3:25 (Pete Ham, Tom Evans, Mike Gibbins, J.C. Molland, Bill Collins)
14. Higher Than the Sun – 2:54 (Yurek Onzia, Vincent Pierins)

Durata totale: 49:55

## Classifiche
| Paese            | Posizione raggiunta |
| ---------------- | ------------------- |
| Belgio (Fiandre) | 4                   |